# ぜいたくは敵だ

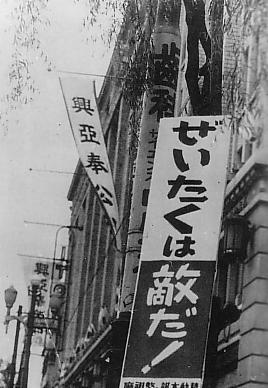
街頭に掲示された立て看板。

ぜいたくは敵だ（ぜいたくはてきだ）は、1940年（昭和15年）に日本の官製国民運動である国民精神総動員運動の中で制定されたスローガン。日本の戦時スローガンの中で、よく知られたものの一つである。

## 時代背景
1937年（昭和12年）7月以後、日本は中華民国と戦闘中であった。第一次近衛文麿内閣は同年8月24日に「国民精神総動員実施要綱」を閣議決定して国民の戦時意識高揚を図った。同要綱では、実践事項として「日本精神の昂揚」「社会風潮の一新」「非常時財政・経済政策への協力」「資源の愛護」などが盛り込まれ、具体的には消費節約や貯蓄の奨励、日の丸弁当持参などが地方行政官庁から呼びかけられた。しかし一方で、日本国内では国民生活への影響はまだ少なかった。
1939年（昭和14年）2月、平沼騏一郎内閣は国民精神総動員を「官民一体ノ挙国実践運動」として展開することとした。3月28日には国民精神総動員委員会が設置され、荒木貞夫文部大臣が委員長に就任した。6月16日、国民精神総動員委員会は生活刷新案を決定し、歓楽を慎み節約に励むことが国民に通告された。この中で、同年9月より毎月1日は前線の労苦を想って奢侈を禁じる「興亜奉公日」と定められた。興亜奉公日には、禁酒・禁煙、家庭における一汁一菜の実践、学校に持参する弁当を「日の丸弁当」とすること、カフェー・酒場・ダンスホール等の飲食店・遊技場（いわゆる風俗営業）の休業、歌舞音曲の休止などが奨励された。情報局が編集・発行する『写真週報』では、着飾った身なりで買い物をする女性の写真を掲載して「こんな人はアメリカに行って貰いましょう」とキャプションしたり、紅・白粉代が1億7000万円に達していることを伝えて「国内戦線から脂粉を追放しましょう」と呼びかけたり、女性がパーマをあてている写真を掲載して「髪、形より心が大事」と訴える等、消費節約や貯蓄奨励のキャンペーンが度々行われた。
1940年（昭和15年）7月6日、米内光政内閣は奢侈品等製造販売制限規則を閣議決定し、翌日施行した（いわゆる七・七禁令）。七・七禁令施行後初の興亜奉公日となる8月1日、「ぜいたくは敵だ」の立看板が街頭に立てられることとなった。小説家の永井荷風はこの日、立て看板を見るために銀座に繰り出したようで、日記には呆れとともに「銀座食堂に飯す　南京米にじやが芋をまぜたる飯を出す」「今日の東京に果して奢侈贅沢と称するに足るべきものありや　笑ふべきなり」と記した。
「ぜいたくは敵だ」という標語の作成者については、当時大政翼賛会宣伝局で戦時スローガンの選定に関わっていた花森安治であるという説があるが、これを否定する説もあり、はっきりしない。
「ぜいたくは敵だ」というスローガンが用いられた時期は必ずしも長くはなかった。戦時下の耐乏スローガンとして知られる「欲しがりません勝つまでは」（「国民決意の標語」の入選作）の登場は1942年（昭和17年）である。

## 標語と社会
1940年（昭和15年）頃より敗戦まで、国民の個人生活や娯楽に干渉する法令や通告が盛んに出されることになる。国民の消費生活にわずかな「贅沢」も許さない雰囲気が醸成され、芸能など「華美」な娯楽に対する統制も強化された。こうした統制は、「違反者」への圧力を伴う運動として遂行された。最初の興亜奉公日であった1939年（昭和14年）9月1日には、市中の盛り場には国民精神総動員委員会の実行部員が警察官とともに巡回を行い、各店の「自粛」を視察した。1940年（昭和15年）7月7日の「七・七禁令」施行の際には、国民精神総動員運動の末端組織や警察が街頭に出、「奢侈品」を身に着けた人々に注意・警告を発した。
奢侈を禁じる同趣旨の標語は多く作られているが（「日本人なら、ぜいたくは出来ない筈だ!」など）、この「ぜいたくは敵だ」というスローガンはもっともよく知られており、戦後に1940年（昭和15年）頃の経済統制・国民生活統制を振り返る際、時代を象徴するフレーズとして各種の文章に引用される。
「ぜいたくは敵だ」という標語に関しては、統制に反発する人物が「素」の一字を付け加えて「ぜいたくは素敵だ」とした、という話もよく引き合いに出される。実際に1940年（昭和15年）秋、立て看板にそのような書き込みが行われた事案が発生しているという。標語作者を花森安治としたうえで、花森の意図として「ぜいたくは素敵だ」の意味を潜ませているという語られ方もなされる。

## 論評

### 日本社会に関して
河合敦は、多くの国民は「ぜいたくは敵だ」を遵守し慎ましい生活を送ったが、これを守らない人を激しく攻撃するようなことは日本人の行動原理なのだとした。また、日本人は団結を重んじる一方で、他人の自由を許さないのであるとし、さらに、コロナ禍での自粛警察やマスク警察といった同調圧力も同じようなものと述べている。

### 「ぜいたく」に関して
大量消費（浪費）に対して批判的な視点から、「ぜいたくは敵だ」の語が想起されることがある。たとえば大平修司は、日本において古代から庶民の贅沢が禁止されてきた歴史の中から、モノを大切にし、モノがなくても幸せに暮らすという「ミニマリズム」のライフスタイルが生まれてきたと論じているが、そうした贅沢抑圧の歴史の中に「ぜいたくは敵だ」という標語を生み出した戦時統制も位置づけている。